# Рон Вајат
Роналд Елдон Вајат (енгл. Ronald Eldon Wyatt; 2. јун 1933 – 4. август 1999) је био амерички авантуриста, псеудоархеолог и бивши анестезиолог који је скренуо пажњу на себе тврдњом да је локалитет Дурупинар место почивања Нојеве барке. Његове тврдње су одбацили научници, историчари, па чак и лидери његове Хришћанске адвентистичке цркве, али његов рад и даље има поклонике међу фундаменталистима и евангелистима.

## Биографија
Вајат је радио као анестезиолог када је 1960. у часопису Лајф видео слику локалитета Дурупинар, стеновите формације у облику чамца на планини Арарат. Потоње спекулације у евангелистичким хришћанским круговима да би ово могло да буде Нојева барка утицала је на Вијата да започне своју каријеру археолога-аматера. Од 1977. до своје смрти 1999. године Вајат је путовао више пута на Блиски исток, а његова интересовања су се проширила на многе референце из Старог и Новог завета.

## Наводна открића
У време његове смрти 4. августа 1999, Вајат је тврдио да је пронашао:
- Нојеву барку (локалитет Дурупинар, који се налази јужно од Арарата)
- сидро-камење које је користио Ноје
- пост-потопске куће и гроб Ноја и његове супруге
- локације Содоме и Гоморе
- сумпорне лоптице у остацима Содоме и Гоморе
- библијску Вавилонску кулу
- начин на који су Египћани изградили пирамиде
- место где су Израелићани прешли Црвено море у Акабском заливу
- точкове кочија и друге остатке фараонове војске на дну Црвеног мора
- место библијске планине Синај (у Саудијској Арабији, на планини Џабел ал Лавз)
- камен на библијској планини Хорив из које је текла вода када га је ударио Мојсије
- место зељотреса који је прогутао Кореја
- просторију на крају лавиринта тунела испод Јерусалима која је садржавала предмете из Соломоновог храма
- место распећа Исуса Христоса
- Ковчег Завета и таблице на којима је исписано Десет заповести
- Христову крв, која је капала на престо милости Ковчега Завета испод места распећа.

### Нојева барка
Тврдња о открићу Нојеве барке је била прва у низу које је Вајат направио. Не узимајући у обзир проблем како је брод могао да се нађе на висини од око 2000 m, ова тврдња занемарује следеће чињенице:
- да постоји још оваквих формација, па би свака могла бити Нојева барка[3]
- оваква бродолика формација одговара геолошкој формацији која се назива синклинала[4]
- димензије локалитета, посебно ширина, не одговарају димензијама која се наводе у Књизи постања
- сидро-камење, које је наводно Ноје користио да стабилизује барку, потиче од стена из овог краја, а не могу потицати из Месопотамије, како је објашњено у причи о Нојевој барци.[5]

### Заветни ковчег
Док је ископавао у области Баштенског гроба, Вајат је нашао просторију, за коју тврди да се у њој налази Заветни ковчег. Такође, Вајат тврди да је изнад ове просторије разапет Исуст Христ, на основу црне материје, коју је касније наводно тестирао и испоставило се да је људска крв. Аргумент да је то Христова крв долази да се у њој налази половина хромозома која се налази у телу мушкарца. Нормално, мушакрци имају 46 хромозова, од којих 23 долази од мајке и 23 од оца, а Исус би, пошто је зачет без оца имао само 23 хромозома. Ова тврдња занемарује чињеницу да особа којој недостаје пола хромозома не би могла преживети нити развити се у људско биће.

### Прелазак Црвеног мора
За разлику од осталих библијских литералиста који сматрају да се прелазак Израелићана преко Црвеног мора док их је прогонио фараон и његова војска, како је описано у Књизи изласка, десио преко Суецког залива или Тиранског мореуза, Вајат тврдио да се то десило преко Акапског залива. Ово је засновао на проналажењу плаже код града Нувејба која био одговарала опису догађаја, као и о наводном проналаску остатака точкова двоколица које су потонуле у море. Међутим, код Нувејбе дубина Акабског залива је око 750 m и прекривено је коралним гребенима.
Још један доказ којим Вајат доказује да су Израелићани овде прешли Црвено море је тврђава у Нувејби. Међутим, данашња тврђава у Нувејби није из египатског периода, већ из османског периода на месту некадашње из времена династије Ајубида.

## Критике
Иако је Вајат освојио следбенике из реда фундаменталистичких хришћана који дословно схватају Библију, његов кредибилитет оспоравају професионални археолози и истраживачи Библије.
Археолог Џо Зајас из Израелске комисије за антиквитете је изјавио да „Рон Вајат није археолог нити је икада вршио законски дозвољена ископаваља у Израелу или Јерусалиму. Да би неко могао да ископава, мора имати најмање звање дипломираног археолога, што он нема, упркос његовим супротним тврдњама... [Његове тврдње] падају у категорију смећа које се може наћи у таблоидима као што су Нешенал инквајер, Сан, итд...“
Ни еванђелисти нису били ништа мање критичнији: Answers in Genesis је назвао Вајатове тврдње лажним, а један адвентистички професор археологије је тврдње о Нојевој барци и сидро-камењу овако описао: „иако је локалитет Дурупинар отприлике исте дужине за Нојеву барку, [он је]... преширок за Нојеву барку. Вајат је тврдио да се „бродски облик“ ове формације може објаснити само тако што то јесте Нојева барка, али и Шеј и Морис су понудили друга прихватљива објашњења. Исто тако, Вајат је тврдио да је усправне стене које је пронашао била сидра, док је Теријан знао за сличне стене изван локалитета Дурупинар која су била паганске стене касније преобрађен од хришћана за хришћанске потребе.“